# Коканд

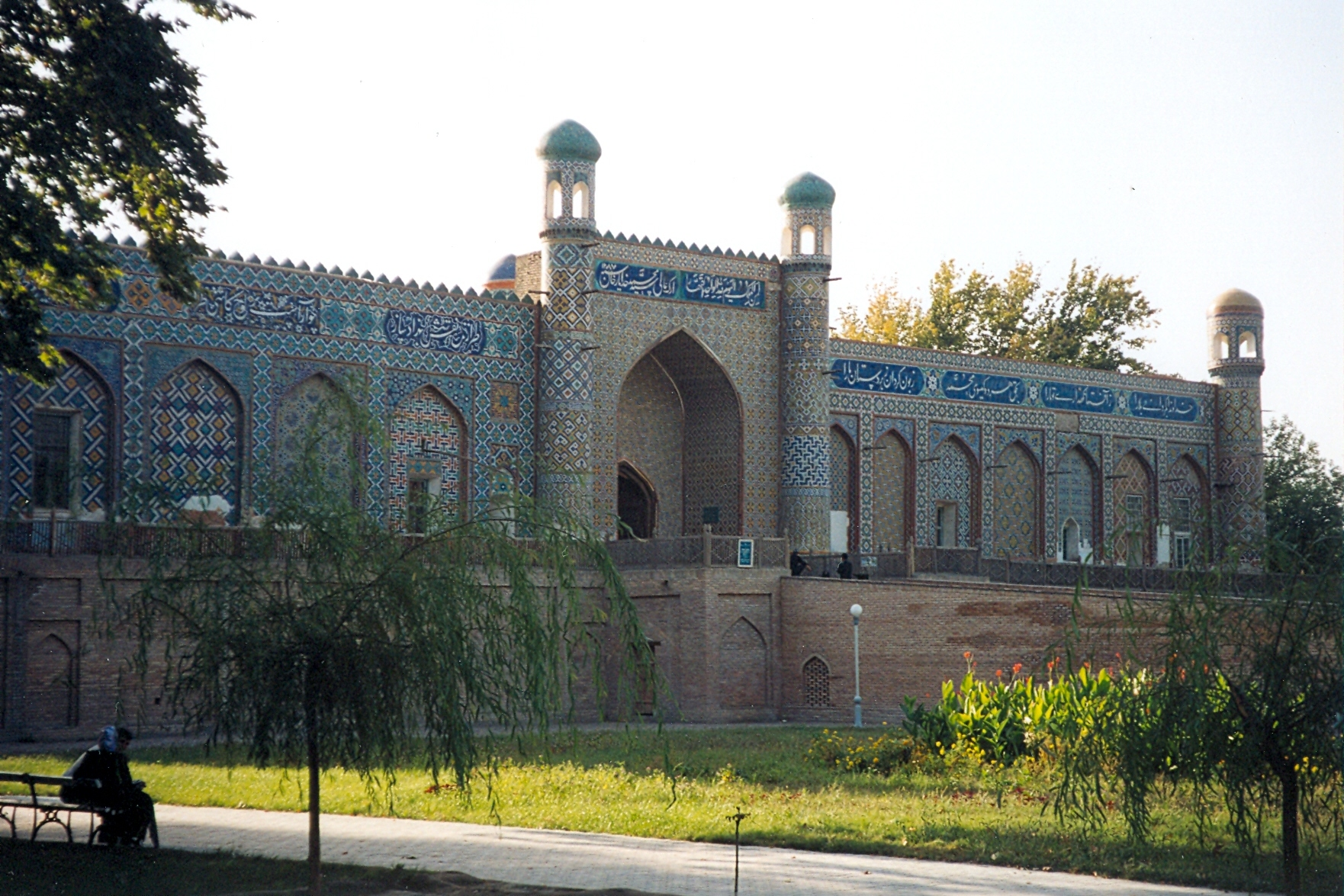
Дворец Худояр-хана

Кока́нд (узб. Qo‘qon / Қўқон [qoˈqɒn]) — город в Ферганской области Узбекистана.

## История

### Общие сведения
Коканд — один из древнейших городов Средней Азии. Под разными названиями он был известен уже с X века.
На протяжении истории Кокандского ханства сменилось 29 правителей, последним был Худояр-хан. За время правления он четырежды лишался трона и вновь возвращал себе власть. Много сделал для украшения города: во время правления Худояр-хана были построены гузары, мечети, медресе. 
Тогда город стал столицей Кокандского ханства, существовавшего с 1709 по 1876 год на территории современных Узбекистана, Таджикистана, Кыргызстана, южного Казахстана и Синьцзян-Уйгурского автономного района Китая (Восточного Туркестана).
С 1876 года Коканд находился в составе Ферганской области Российской империи, затем — Узбекской ССР, ныне[когда?] — в составе Ферганской области Узбекистана.
Коканд соединяет 2 главных маршрута в Ферганскую долину: северо-западный по горам к Ташкенту и западный через Худжанд (Таджикистан).
Коканд сохранил древнюю структуру: он состоит из новой и старой частей. В новом городе в XIX веке были торговые предприятия, административные здания, банки и особняки промышленников.
В старой части города сохранились ханский дворец «Урда», памятники народной жилой архитектуры, мечети, медресе и мемориальные постройки XIX — начала XX века.

### В государстве Давань
Проведенные археологические исследования памятников Муйи-Мубарак, Тепакурган, Эски Курган и других, расположенных в городе Коканде, обнаружили следы цивилизации.
В Муйи-Мубараке были найдены несколько глиняных черепков V—VI веков; глиняная платформа, которая в V—VII веках служила основанием монументальной постройки; остатки крепостной стены, возведенной в I—II веках из пахсы и сырцовых кирпичей, которая функционировала более 400 лет. На глубине 5 метров обнаружен нижний культурный слой с материалами 2000-летней давности.
В Тепакургане, расположенном в центре города, обнаружена, как и в Муйи-Мубараке, платформа раннесредневекового периода, которая служила основанием монументального замка с полукруглыми башнями.
Из нижних слоёв получена богатая коллекция глиняной посуды с красным ангобом, которая относится к II—I векам до н. э. Вся она изготовлена на гончарном круге городскими искусными мастерами.
В целом, археологические материалы свидетельствуют о том, что под Муйи-Мубараком и Тепакурганом скрыта древняя история Коканда.
Полученные артефакты дают основание говорить и размышлять, что не позднее VII века до н. э. определённая часть территории нынешнего города была освоена под орошаемое земледелие.
А город появился не позднее 2-й половины II века до н. э. и являлся центром Сохского оазиса, то есть столицей регионального владения, которое входило в состав конфедеративного государства Фергана («Давань» китайских летописей).

### Хавоканд или Хоканд
Арабские географы и путешественники X века, Аль-Истахри и Ибн Хаукаль упоминают о городе Ховакенде или Хоканде, который по расстоянию от Шашской реки (Сырдарья) и от Асхы соответствует нынешнему Коканду.
Согласно письменным источникам и местным преданиям, в Фергане уже в эпоху завоевания её арабами, утвердившими здесь ислам (то есть уже в начале VIII века), были древние города Ахсы-Кент, Кубо (Кува), Риштан, Ош, Баб (Поп),
Касан (Кашан), Мо-ар-гилон (Маргелан), Андиган (Андижан), Узгент, Исфара, Варух, Сох, Канибадам и Ходжент.
Арабские же путешественники X века упоминают и о многих других городах и вообще замечают, что, кроме городов, в Фергане было и множество больших деревень.
Хавоканд или Хоканд, располагаясь на Великом шёлковом пути между Индией и Китаем с одной стороны и Персией и Ближним Востоком с другой, возможно, был крупным центром торговли своего времени. В XIII веке он был разрушен монголами.

### Бухарское ханство
Территория будущего Кокандского ханства в 1500—1709 годах была частью Бухарского ханства.
Этнограф и исследователь Средней Азии В.П. Наливкин, основываясь на сведениях Муллы-Шамси, в своём исследовательском произведении «Краткая история Кокандского ханства» (Казань. 1886 год, с. 55) пишет:

«После смерти Рустема Хаджи-Султана придворные провозгласили правителем Ашир-Кула вместо старшего брата Пазыль-Аталыка, который ушёл в Риштан и через некоторое время поднял восстание.

В 1704 году Ашир-Кул с войсками двинулся в Риштан и окружил его, но в бою был убит. Тогда войско провозгласило правителем несовершеннолетнего Шахруха и продолжило осаду. Вскоре Пазыль-Аталык тоже погиб, после чего Риштан сдался и признал верховным правителем Шахруха».
После взятия Риштана южные и северо-западные провинции Ферганской долины объединились, и Шахрух-бай стал 1-м суверенным беком и основателем единого государства.
М.А. Махмуд-Ходжа в своём исследовательском произведении «Тарих-и Туркестан» (Ташкент. 1915 год, с. 8-11) пишет:

«Шахрух дал указание о выборе удобного места для постройки урды и кургана. Посланные люди сочли таковым местом территорию между 2-мя саями, где жили „кук тунликлар“. Здесь они возвели арк[неизвестный термин] и вокруг него начали строить дворцы и здания».
В последующем на месте четырёх небольших селений-цитаделей «кук тунликлар» (Калвака, Актепе, Эски-Кургана и Хоканда) возник крупный город Коканд — столица Кокандского ханства.

### Кокандское ханство

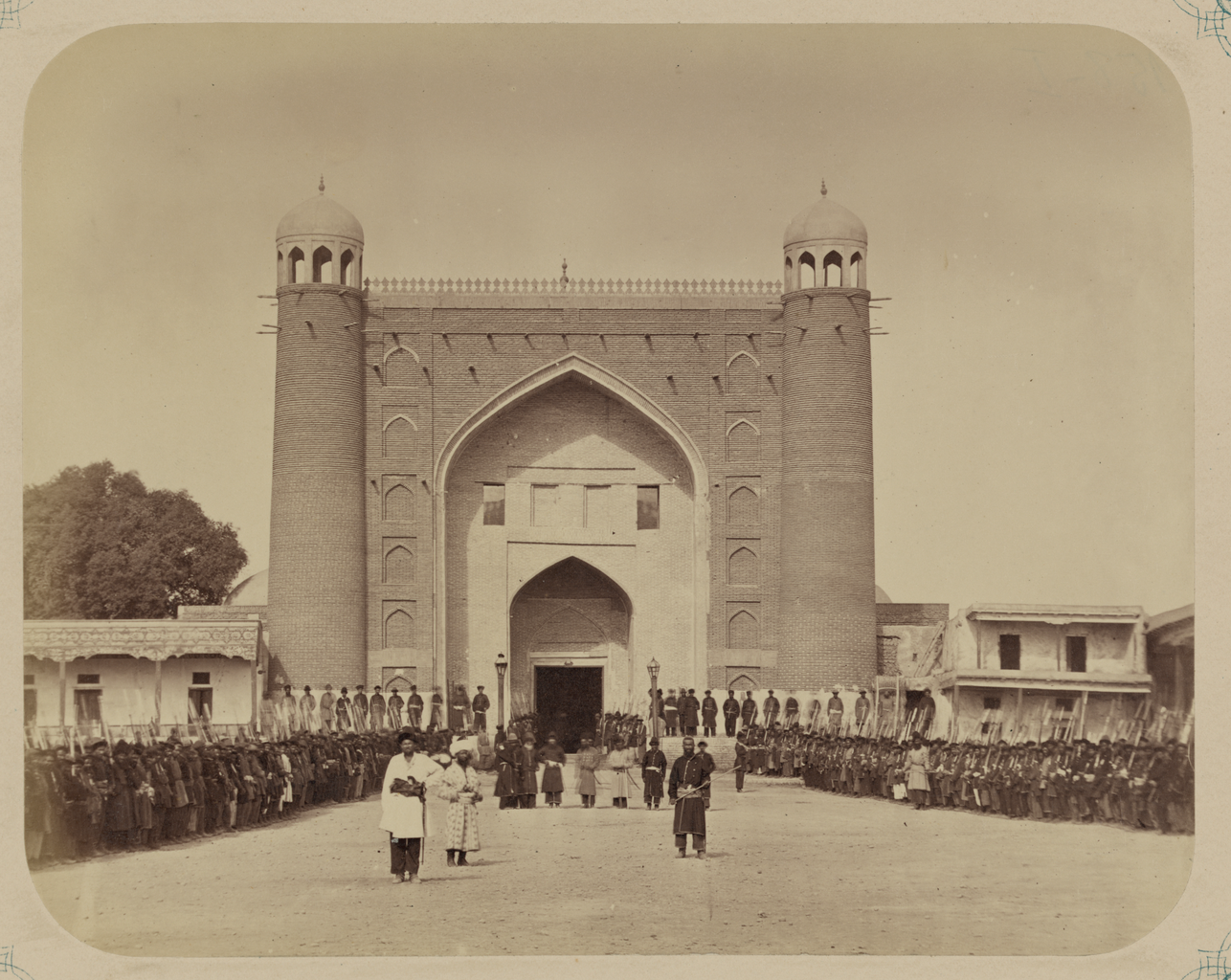
Коканд. Внешние ворота ханского дворца (1870-е годы)

Кокандские ханы из узбекской династии минг стремились придать своей династии блеск древности, чему усердно содействовали местные историки, возводя эту династию даже к Тамерлану и утверждая, будто она издревле владела всей Ферганой.
Пo местным преданиям, знаменитый султан Бабур, потомок Тамерлана, направлялся из Самарканда в Индию через Фергану, где одна из его жён разрешилась мальчиком по дороге между Ходжентом и Канибадамом.
Ребёнка, названного Алтун-башиком (умер в 1545 году), приютил кочевавший там узбекский род минг (откуда и название династии). Когда же выяснилось его происхождение, Алтун-башик был провозглашён бием и поселился в Асхы.
Звание бия стало наследственным в его потомстве. Один из потомков Алтун-башика Абду-Раим поселился в кишлаке Дикан-Тода, но впоследствии главным местом его пребывания сделался город Коканд, который он основал около 1732 года и который первоначально назывался Иски-Курган или Кала-и-Раим-бай (по имени своего основателя).
Строительство города, заложенного при Шахрухе, было продолжено его сыновьями Абд ар-Рахим-бием и Абд ал-Каримом. Удобное географическое расположение у входа в богатую Ферганскую долину способствовало тому, что Коканд быстро рос и расширялся. Молодое государство постепенно крепло, присоединяя к своим владениям всё новые и новые земли.
Абдукарим-бий был младшим братом Абдурахим-бия, после его смерти унаследовавшим в 1734 году власть в Кокандском ханстве.
В 1740 году он приказал обнести Коканд новой стеной, что позже помогло при обороне города от нашествия джунгар.
В 1745—1747 годах Кокандское ханство подверглось агрессии джунгар, которые захватили Ош, Андижан, Маргилан и осадили Коканд. В критический момент Абдурахим-бий проявил талант военного организатора, и враг был отброшен от столицы.

### При правлении Нарбутабия
При Нарбутабие (1770—1798) в стране наступило относительное политическое спокойствие и сложились благоприятные условия для экономического развития.
Кокандский историк Мулла Олим Махдум Хожи описывает правление кокандского хана Нарбутабия так:
Историк Махмуд Хаким Яйфони писал:

«… Все богаты и равны, в каждом доме полно зерна и не было другого выхода, как отдать зерно даром. За монету можно было купить овцу, и эту монету выпустил и ввёл в оборот Норбутахон. Со всех сторон приезжали переселенцы и собирались тут»
.
Нарбутабий был покровителем науки и искусств. В это время в Коканде велось активное строительство. В 1798 году было завершено строительство медресе Нарбутабия.
В эпоху Нарбутабия было построено несколько медресе: в 1762 году — Сулаймония, в 1789 году — Эшон Хонхужа, в 1794 году — Имам Бакир, в 1795 году — Тура Хаким, в 1798 году — имени Нарбутабия (сохранилось до настоящего времени и известно также под названием Мадрасаи Мир).
В то время в Коканде жили и творили известные деятели культуры — Мухаммад Гази, Надыр, Хужамназар Хувайдо, Хожа Маслахатуддин Умматвали и его сын Хожа Мухаммад Носируддин.
Нарбутабий в течение всей жизни преклонялся перед Хожой Мухаммадом Носируддином и Хожой Мухаммадом Якубом Охундом и был их мюридом. Своих сыновей Мухаммада Амина, Мухаммада Олима и Мухаммада Умархана он тоже отдал Мухаммаду Носируддину на воспитание.

### При правлении Умархана
В культурном строительстве кокандский хан Умархан пытался подражать Тимуру и создал условия для процветания науки и литературы в Кокандe..
В период его правления в Коканде возник своеобразный центр литературы. Согласно источникам, в городе творили более 70 поэтов. При дворе хана были собраны лучшие поэты, художники и каллиграфы. Сам Умархан писал стихи под литературным псевдонимом «Амири». До нас дошёл сборник его стихов, состоящий из более чем 10 тысяч строк. В институте Востоковедения имени Абу Райхана Бируни Академии наук Республики Узбекистан хранятся семнадцать рукописных вариантов поэтического дивана Амири, 544 стихотворений — 465 газелей, 53 мухаммасов (стихотворная строфа, состоящая из пяти полустиший), 5 мусамманов (стихотворная строфа, состоящая из восьми полустиший), 6 муссадасов (стихотворная строфа, состоящая из шести полустиший), 16 туюков (четверостишие, построенное на игре слов). 307 стихов на узбекском языке, 159 на персидском языке. Заметное место в жизни двора занимала супруга Умар-хана Мохлар-айим (Надира) (1792—1842). Она принимала деятельное участие в культурной жизни ханства как покровительница науки, литературы и искусства..
Мощное литературное течение, созданное Амирием, позволило появиться в Ферганской долине известным просветителям и поэтам-демократам (Мукимий, Фуркат, Мухий, Оразий, Тажаллий и другие).

### При правлении Мухаммад Али-хана
Расцвет Коканда продолжился при правлении Мухаммад Али-хана и его матери Надиры. В исторических и литературных сочинениях современников Надиры (Хакимхана, Хатифа, Мушрифа и других) имеются сведения о том, что она принимала деятельное участие в общественной и культурной жизни как покровительница искусств.. Надира участвовала в строительстве зданий медресе, караван-сараев, торговых рядов.
Во времена правления Мухаммад Али-хана в город вели два кирпичных моста. Первый, Гишт-куприк с лёгкими лавочками, устроенными для торговли, был построен в эпоху правления Мадали-хана (1822—1842) и кушбеги Ходжа-Датхой (просуществовал до 1936 года). Второй мост Дерезлик, построенный при Худоярхане местным строителем Мусульманкулом в 1856 году, располагался напротив Арка. Так же, как и Гишт-куприк, он был заставлен лавочками и имел перекрытия, защищавшие людей от палящих лучей солнца. В те времена Коканд был окружен 18-километровой глинобитной крепостной стеной с 12-ю воротами. Глубокие рвы в 3 ряда, проходившие вокруг наружных стен, заполнялись водой. Строительство крепостной стены окончательно было завершено при правителе Шералихане в 1842—1843 годах.
В 1841 г. в Коканде функционировало главное ханское медресе, где обучались до 1000 мулл-студентов. Этим медресе управляли два главных преподавателя-мудариса: Ишан Мавлани и Махзуми-Бухари. . В 1840-х годах в Коканде было около 20 медресе: «Мир» (основано Нарбута-бием в 1799 г.), «Мир-Бутабек» (основано Мир-Бутабеком, сыном Ирдана-бека), «Хаким-Тюра» (основано Хаким-Тюра в 1795 г.), «Джами» (основано Умар-ханом в 1817 г.), «Мир-Бутабай» (основано в 1827 г.), «Хаджа-Дадхах» (основано Бузрук-Хаджа Ишаном в 1822 г.), «Мадалихан» (основано Мухаммад Али-ханом в 1829 г.).

### При правлении Худояр-хана

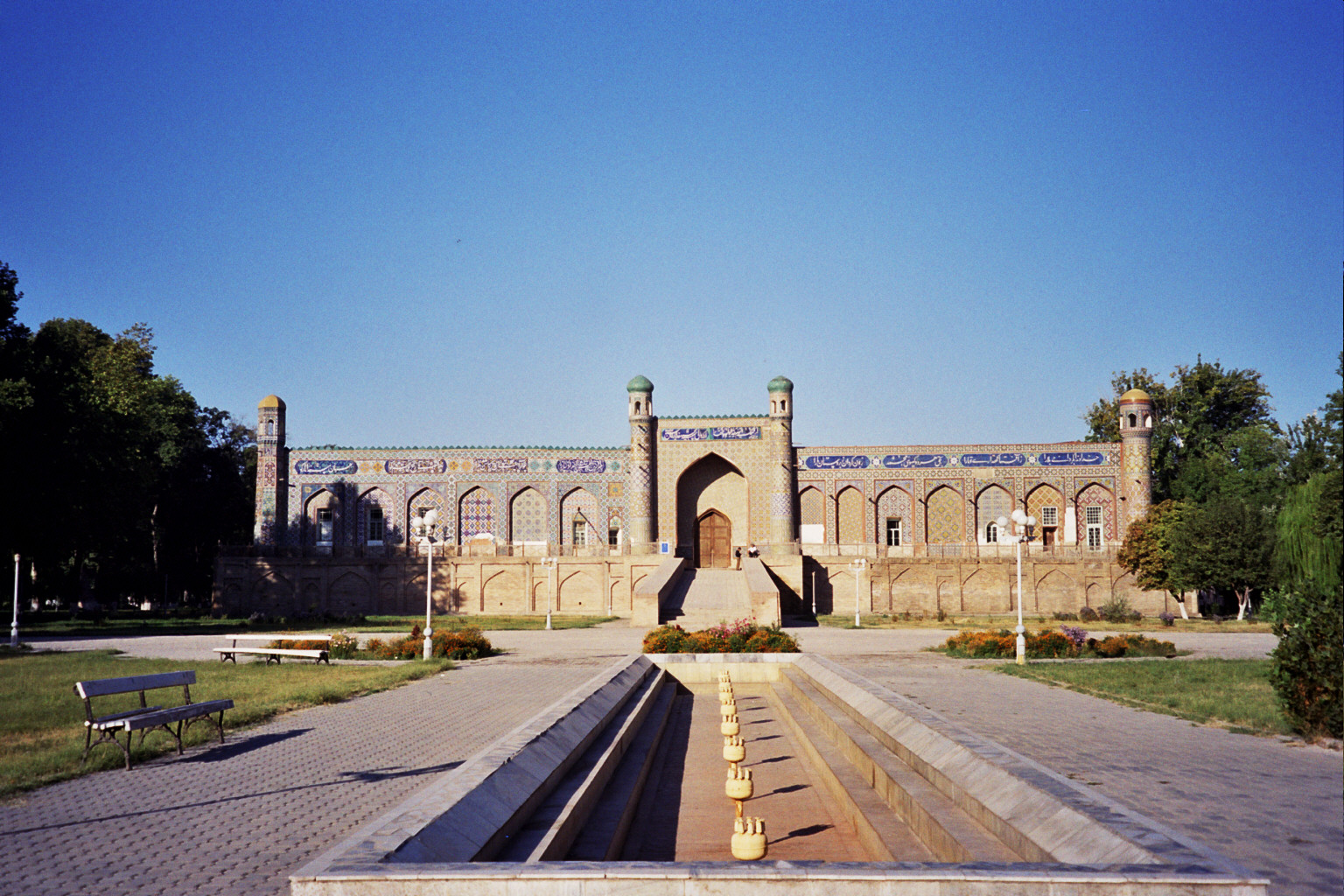
Вид на вход во дворец Худояр-хана

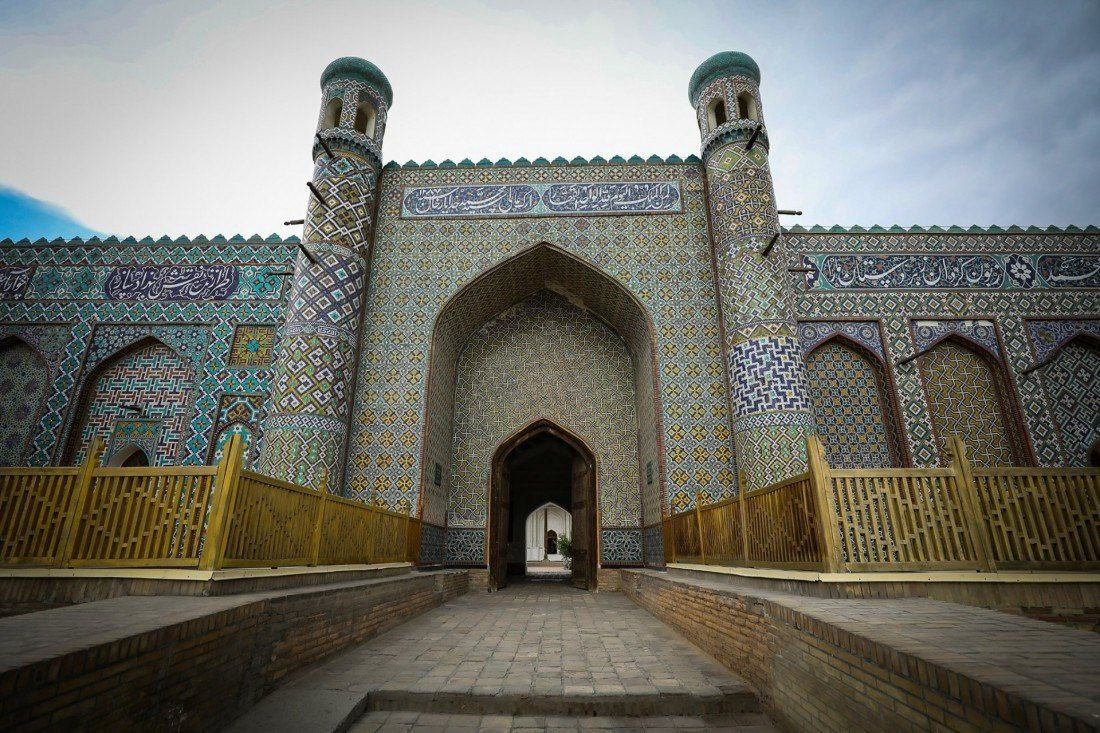
Вид на дворец Худояр-хана

С каждым годом Коканд становился всё более развитым городом, неизменно росла его территория. Венгерский путешественник Вамбери писал, что Коканд по занимаемой площади был в шесть раз больше Хивы, в четыре раза — Тегерана и в два раза — Бухары. В длину он тянулся на 16 вёрст, а в ширину — на пять вёрст. Внутри города преобладали одноэтажные жилые дома с выходящими на улицу глухими глиняными заборами.
Вход в город осуществлялся через 12 ворот, названных в зависимости от того, куда они вели (от направления выходящих из них дорог): северные Сарымазарские, Ганджированские и Наманганские; южные Сохские, Катаганские и Исфаринские; западные Ходжентские, Кудуклукские и Газы-Яглыкские; восточные Риштанские, Чимионские и Маргиланские.
Город был разделён на четыре части (даха): Сарымазарскую, Ходжентскую, Риштанскую и Маргиланскую. Каждая из них состояла из кварталов (махалля), которых в начале XX века было 72, и в них в совокупности насчитывалось около 10 000 дворов, 120 школ (каждую посещали от 10 до 20 учеников) и 40 медресе. 
Город в период расцвета Кокандского ханства был главным религиозным центром всего Ферганского региона — в нём действовало более 300 мечетей. В 1870-х годах в Коканде было около 40 медресе: «Мир» (основано Нарбута-бием в 1799 г.), «Мир-Бутабек» (основано Мир-Бутабеком, сыном Ирдана-бека), «Хаким-Тюра» (основано Хаким-Тюра в 1795 г.), «Хан-Хаджа Ишан» (основано Хан-Хаджа Ишаном в 1789 г.), «Бузрук-Хаджа» (основано Бузрук Хаджа Ишаном в 1801 г.), «Пир-Мухаммад-Ясаул» (основано Пир Мухаммад Ясаулом в 1802 г.), «Хаджабек» (основано Хаджа-беком в конце XVIII в.), «Ахунд-Диванбеги» (основано Мулла Мухаммад-Ахуном в 1805 г.), «Минг Ойим» (основано Минг-Ойим женой Нарбута-бия в 1802 г.), «Джами» (основано Умар-ханом в 1817 г.), «Мир-Бутабай» (основано в 1827 г.), «Хаджа-Дадхах» (основано Бузрук-Хаджа Ишаном в 1822 г.), «Мадалихан» (основано Мухаммад Али-ханом в 1829 г.), «Хоким-Ойим» (основано в честь матери хана в 1869 г.), «Султан Мурад-бек» (основано Султан Мурадбеком, сыном Шерали-хана в 1872 г.).
Дворец Худояр-хана (1871—1873 годы), или «Урда», был построен самим Худояр-ханом. Его планировщиком и архитектором называют Мир Уайдуллу. В возведении дворца участвовали мастера Коканда, Риштана, Канибадама, Чуста, Намангана, Ура-Тюбе и Кашгара. Общая площадь дворца составляет четыре га, его фундамент поднят на три метра. В верхней части дарвозахоны (входного портала) арабскими буквами написано: «Великий Саид Мухаммад Худояр-хан». По этой причине для входа в основные ворота с восточной стороны построена специальная дорога-пандус. Дворец строился в традициях среднеазиатского зодчества. Высокий входной портал с цветной изразцовой облицовкой сине-голубого цвета, по бокам которого высятся два минарета. По обе стороны фасада тянутся длинные стены с декоративными нишами, ещё два минарета расположены по углам здания. Весь фасад дворца был покрыт красочной резной наборной мозаикой.  Известны имена тех замечательных народных мастеров, которые работали над возведением и украшением дворца — это строители мулла Суяркул и усто Салиходжа, усто Фазылходжа, ганчкоры усто Мамасадык и усто Юлдаш Наджар-баши. Особенно отличились мастера-облицовщики из Риштана усто Абдулло, усто Джамил, усто Джалил и усто Закир. Их искусство получило высокую оценку правителя Коканда. По распоряжению Худояр-хана на фасаде южного крыла дворца почерком «куфи» была сделана надпись: «Художник, искусство которого подобно искусству Бехзада, украсил каменные плиты».

### Туркестанское генерал-губернаторство

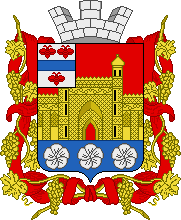
Герб города Коканда утвержден 22 октября 1908 года вместе с другими гербами Ферганской области

19 февраля 1876 года Коканд был завоёван российскими войсками под началом генерала Скобелева. Ханство было упразднено Россией, и Коканд вошёл в образованную Ферганскую область в составе Туркестанского генерал-губернаторства Российской империи, став административным центром Кокандского уезда.
После присоединения Коканда к России ханский дворец был превращён в крепость, а через городские кварталы-махалли проложены магистрали, вдоль которых появились здания европейской архитектуры.
Город быстро превратился в крупный центр капиталистической деятельности в Туркестане, превосходя по количеству банков даже Ташкент.

### Туркестанская автономия
На протяжении около трёх месяцев (с 27 ноября 1917 года по 22 февраля 1918 года) город Коканд был центром непризнанного государства Туркестанская автономия (официальное название — «Туркестани мухтариат») под предводительством Мустафы Шокая.
Оно существовало на территории современных Узбекистана, Казахстана и Кыргызстана (в то время — на территориях Семиреченской, Сырдарьинской и Ферганской областей Туркестанского генерал-губернаторства Российской империи.
По мнению ряда историков, Туркестанская автономия являлась 1-м демократическим и светским независимым государством в Средней Азии.

### Узбекская ССР
12 февраля 1918 года басмачи Эргаша (Иргаша) совершили нападение на Кокандскую крепость, которое было отбито частями ВРК.
Через 3 дня части «Кокандской автономии» и басмачи после упорных уличных боёв оттеснили отряды Красной гвардии в крепость и блокировали её.
11 апреля 1919 года советские войска разгромили басмачей Мадамин-бека и белоповстанцев К. Осипова у Коканда и станции Серово.
В июне 1920 года советским особым отрядом П. Парамонова были разгромлены оставшиеся басмачи в районе города Коканда.
В 1920 году в Коканд из Скобелева была перенесена столица Ферганской области. В 1924 году после национального размежевания Коканд вошёл в состав Узбекской ССР.

## География
Коканд расположен на востоке Узбекистана, в юго-западной части Ферганской долины. Он находится в 228 км юго-восточнее столицы Узбекистана — Ташкента, в 115 км западнее Андижана и в 88 км западнее Ферганы.

## Население
По состоянию на 1 января 2016 года численность населения составляла более 239 900 жителей. Коканд является одним из трёх крупных городов Ферганской области наряду с Ферганой и Маргиланом.
Основной состав населения составляют узбеки (более 90 %), в городе также живут представители более 30 национальностей.

### Рост численности населения Коканда[21]
```
Год	 Численность населения
```

```
1897            81 300
1939            84 700
1959            105 100
1990	        175 000
1995	        187 000
1998	        191 100
1999	        193 800
2000	        197 400
2007	        206 500
2013	        233 500
2016	        239 900
2020            254 700
```

### Население по переписи 1897 года
Согласно всеобщей переписи населения Российской империи, проведённой 28 января (9 февраля) 1897 года путём непосредственного опроса всего населения на одну и ту же дату, в соответствии с утверждённым в 1895 году «Положением о 1-й всеобщей переписи населения Российской Империи», Коканд был крупным городом Средней Азии.
Численность населения и национальный состав Ферганской области по городам в 1897 году
| Города          | Всего  | сарты  | узбеки | таджики | русские | киргизы | кашгарцы | тюрки  | поляки | немцы | армяне | цыгане | евреи | татары |
| --------------- | ------ | ------ | ------ | ------- | ------- | ------- | -------- | ------ | ------ | ----- | ------ | ------ | ----- | ------ |
| Коканд          | 81 354 | 20 907 | 54 673 | 2696    | 1542    | 74      | 73       | 69     | 215    | 61    | 36     | 439    | 275   | 206    |
| Наманган        | 62 017 | 52 890 | 6      | 691     | 1026    | 48      | 10       | 6670   | 192    | 46    | -      | 2      | 110   | 194    |
| Андижан         | 47 627 | 45 366 | 4      | 51      | 950     | 37      | 4        | 5      | 194    | 49    | 7      | 2      | 97    | 114    |
| Старый Маргелан | 36 490 | 35 645 | -      | 3       | 98      | 20      | 33       | 4      | 1      | -     | 2      | -      | 652   | 7      |
| Ош              | 34 157 | 8      | 5      | 107     | 989     | -       | -        | 32 432 | 188    | 45    | -      | -      | 46    | 24     |
| Чуст            | 13 785 | 257    | 376    | 12 718  | -       | -       | -        | 421    | -      | -     | -      | -      | -     | -      |
| Новый Маргелан  | 8928   | 2308   | 300    | 236     | 4563    | 88      | 19       | 5      | 727    | 158   | 49     | 9      | 186   | 151    |

## Экономика
Коканд является центром химической, хлопкоперерабатывающей, машиностроительной, пищевой и лёгкой промышленности. Объём продукции, выпущенной на крупных промышленных предприятиях в 2006 году, составил 72,9 млрд сумов.
Удельный вес предприятий по отраслям промышленности составляет:
- пищевая — 32,2 % (АО «Коканддон махсулотлари», АО «Коканд ёг-мой», СП «Эффектив ойл», АО «Мастона»);
- химическая — 28 % (АО «КокандСФЗ», АО «Коканд спирт»);
- хлопкоперерабатывающая — 27,4 %;
- машиностроительная — 6,6 % (АО «Кокандмаш», ООО «Электромаш», ОАО «Кокандский механический завод» (ОАЖ «Кукон Механика заводи»/«Qo‘qon Mexanika zavodi» OAJ), АО «Мотортамирлаш»);
- лёгкая — 5,8 % (АО «Улугбек», ООО «Шойиатлас», СП «Кофра»).

Коканд — это также крупная железнодорожная станция. Здесь расположено управление Ферганским региональным железнодорожным узлом (отделением железной дороги).

## Хокимы
1. Мавлянкулов Хаджикул Туракулович (1991—1999),
2. Ходжаев Абдухаким Султанович (1999—2004),
3. Усмонов Маруф Азамович (2004 (?) — октябрь 2006),
4. Каримов Хаетхон Салимович (октябрь 2006 — ноябрь 2008),
5. Сабиров Шухрат Уринбаевич (ноябрь 2008 — декабрь 2011),
6. Абдуллаев Акром Анаркулович (декабрь 2011 — апрель 2017),
7. Жалилов Рахматали Камбарович (апрель 2017 — апрель 2018),
8. Усмонов Маруф Азамович (апрель 2018 — н.в.).

## Достопримечательности
- Мечеть Гиштлик
- Мечеть Джами
- Дворец Худояр-хана
- Мавзолей Мадари-хана[24]
- Медресе Нарбута-бия
- Усыпальница царей – Дахма-и-Шахан[25]

## Города-побратимы
- Пхочхон (провинция Кёнгидо, Республика Корея) — с 2018 года[26].
- Шеки, Азербайджан — с 2023 года[27]
- Стерлитамак, Российская Федерация — с 2025